# 大西陽一
大西陽一（日语：／ Ōnishi Yōichi），日本男性動畫師。主要為東映動畫工作。

## 參加作品

### 電視動畫
1985年
- 北斗神拳（動畫）

1987年
- 北斗神拳2（原畫）

1996年
- 靈異教師神眉 (1996年版)（—1997年，人物設定[1]）

1997年
- 新怪博士與機器娃娃（—1999年，作畫監督）
- （—1998年，人物概念設定）

1998年
- 春庭家的第3人（日语：春庭家の3人目）（人物設定[2]）
- 傳心 守護月天！（—1999年，人物設定、總作畫監督）

1999年
- 金田一少年之事件簿（—2000年，作畫監督）

2002年
- Kanon (第1作)（人物設定、總作畫監督）

2003年
- 鼻毛真拳（—2005年，人物設定）

2008年
- 旁邊的兒童 我的火腿組（日语：はたらキッズ マイハム組）（作畫監督）

2009年
- 怪談餐館（—2010年，作畫監督）

2010年
- 數碼寶貝合體戰爭（—2012年，作畫監督）

2012年
- 聖鬥士星矢Ω（—2014年，作畫監督）

2013年
- 銀狐（作畫監督、作畫監督補佐）

2014年
- HAMATORA -超能偵探社-（作畫監督）
- DRAMAtical Murder（作畫監督）
- TRINITY SEVEN 魔道書7使者（作畫監督、作畫協力）

2015年
- 聖劍使的禁咒詠唱（作畫監督）
- 境界觸發者（—2021年，作畫監督）
- 暗殺教室（作畫監督）
- 學園孤島（作畫監督）

2016年
- 莉露莉露妖精 ～妖精之門～（—2017年，作畫監督）
- 藍海少女！（作畫監督）
- 時間旅行少女 ～真理、和花與8名科學家～（作畫監督）
- 虎面人W（—2017年，作畫監督）
- 鋼鐵交響樂（作畫監督）

2017年
- 亞人醬有話要說（作畫監督）

2018年
- 愛吃拉麵的小泉同學（作畫監督）
- 錢進球場（作畫監督）
- 刃牙 (第2作)（作畫監督）
- 鬼太郎 (第6作)（—2020年，作畫監督）

2019年
- 關於我轉生變成史萊姆這檔事（作画監督）
- 卡片鬥爭!! 先導者 (2018年版)（—2020年，作畫監督）

2020年
- 數碼寶貝大冒險：（作畫監督）
- 魔王學院的不適任者 ～史上最強的魔王始祖，轉生就讀子孫們的學校～（作畫監督）
- 科學超電磁砲T（作畫監督）
- 女學。 ～聖女斯克威爾學院～（作畫監督）
- 在地下城尋求邂逅是否搞錯了什麼III（作畫監督）

2021年
- EDENS ZERO（作畫監督）
- 夢夢貓 Mix！（作畫監督）

2022年
- 數碼寶貝幽靈遊戲（作畫監督）
- 處刑少女的生存之道（作畫監督）
- 後宮之烏（作畫監督）
- 泡泡糖忍戰（—2023年，作畫監督）

2023年
- 逃走中 THE GREAT MISSION（—2024年，人物設定）
- 小鳥之翼 -高爾夫女孩的故事-（作畫監督）

2024年
- 花野井同學與戀愛病（作畫監督）
- 星際之聲（日语：アストロノオト）（作畫監督）

### 電影動畫
- 劇場版 北斗神拳（日语：北斗の拳 (1986年の映画)）（1986年，動畫）
- 灌籃高手：咆哮籃球員靈魂！花道和流川的灼熱夏季（日语：スラムダンク 吠えろバスケットマン魂!! 花道と流川の熱き夏）（1995年，作畫監督）
- 劇場版 CLANNAD（2007年，作畫監督）
- 銀魂 THE FINAL（2021年，作畫監督）

### OVA
- 亞歷山大的決斷（2003年，作畫監督補佐、原畫）
- 花與少年（2004年，人物設定、作畫監督）
- 閃耀！友誼的「V」字手勢（2005年，原畫）
- 來自流星的禮物（2006年，人物設定、作畫監督）

### 網路動畫
- SUPER SHIRO（日语：SUPER SHIRO）（2020年，作畫監督）
- LUPIN ZERO（2022年，作畫監督）

### 雜誌
- 不可思議星球的☆雙胞胎公主Gyu！（《小學館之幼稚園（日语：幼稚園 (雑誌)）》2006年5月號—2007年4月號，人物作畫監督）